# (37499) 2033 T-2
2033 T-2 (asteroide 37499) é um asteroide da cintura principal. Possui uma excentricidade de 0.09961910 e uma inclinação de 13.54649º.
Este asteroide foi descoberto no dia 29 de setembro de 1973 por Cornelis Johannes van Houten e Ingrid van Houten-Groeneveld e Tom Gehrels em Palomar.